# Awashimaura
Awashimaura (粟島浦村, Awashimaura-mura) est un village du district d'Iwafune, dans la préfecture de Niigata, au Japon.

## Géographie

### Situation
Awashimaura est situé sur l'île d'Awa, en mer du Japon, à environ 30 km de Murakami, dans la préfecture de Niigata, au Japon..

### Démographie
Au 1er février 2016, la population d'Awashimaura s'élevait à 370 habitants, répartis sur une superficie de 9,78 km2.

## Transports
Awashimaura est relié par ferry au port d'Iwafune.

## Économie
Les activités principales d'Awashimaura sont le tourisme et la pêche.